# Rich Ferguson
Richard K. „Rich“  Ferguson (* 3. August 1931 in Calgary; † 24. Mai 1986 in Rancho Mirage, Vereinigte Staaten) war ein kanadischer Mittel- und Langstreckenläufer.
Bei den British Empire Games 1950 in Auckland schied er über eine Meile im Vorlauf aus und erreichte über drei Meilen nicht das Ziel. 1952 scheiterte er bei den Olympischen Spielen in Helsinki über 5000 m in der Vorrunde.
Bei den British Empire and Commonwealth Games 1954 in Vancouver gewann er Bronze im Meilenlauf und wurde Fünfter über 880 Yards.
Dreimal wurde er Kanadischer Meister über drei Meilen bzw. 5000 m (1949, 1950, 1952) und einmal über eine Meile (1954). 1953 wurde er für die University of Iowa startend NCAA-Meister über zwei Meilen.
Richard Ferguson war mit der Schwimmerin Kathleen McNamee verheiratet. Die beiden waren die Eltern des Schauspielers John Pyper-Ferguson.

## Persönliche Bestzeiten
- 1 Meile: 4:04,6 min, 7. August 1954, Vancouver
- 5000 m: 15:18,0 min, 27. Juni 1952, Hamilton